# سولفیت برلیم
سولفیت برلیم (به انگلیسی: Beryllium sulfite) با فرمول شیمیایی BeSO۳ یک ترکیب شیمیایی است. که جرم مولی آن ۸۹٫۰۷۵ g/mol می‌باشد.